# Larva migrant cutània
Larva migrant cutània, erupció serpiginosa, dermatitis agnàtica, helmintosi cutània, larva migrant, larva migrant cutània, pruïja dels llauners o dermatitis serpiginosa és una dermatosis causada per la migració subcutània de diferents espècies de nematodes paràsits, alimentant-se de les substàncies que es troben únicament en una de les capes inferiors de la pell. No és contagiós, i s'adquireix per contacte directe de la pell amb les larves existents en la terra, on hi ha hagut matèries fecals de l'hoste portador dels paràsits adults (femta de gossos o gats parasitats). La infecció no requereix la presència prèvia de ferides en la pell.
Un dels agents etiològics més comuns a Amèrica del Sud és Ancylostoma braziliense, una uncinària de gats i encara menys de gossos; la Ancylostoma caninum del gos també pot ocasionar larva migrant cutània. Larves de uncinàries humanes com Ancylostoma duodenale i Necator americanus i larves de Strongyloides stercoralis i altres estrongiloides (com ara la larva corredora) poden produir lesions cutànies d'un altre tipus i que són una causa d'erupcions priginoses migratòries, però estan marcats per 1) velocitat migratòria en l'ordre de polzades per hora 2) implicació perianal a causa de l'autoinfecció per les femtes i 3) una àmplia banda d'urticària.

## Símptomes

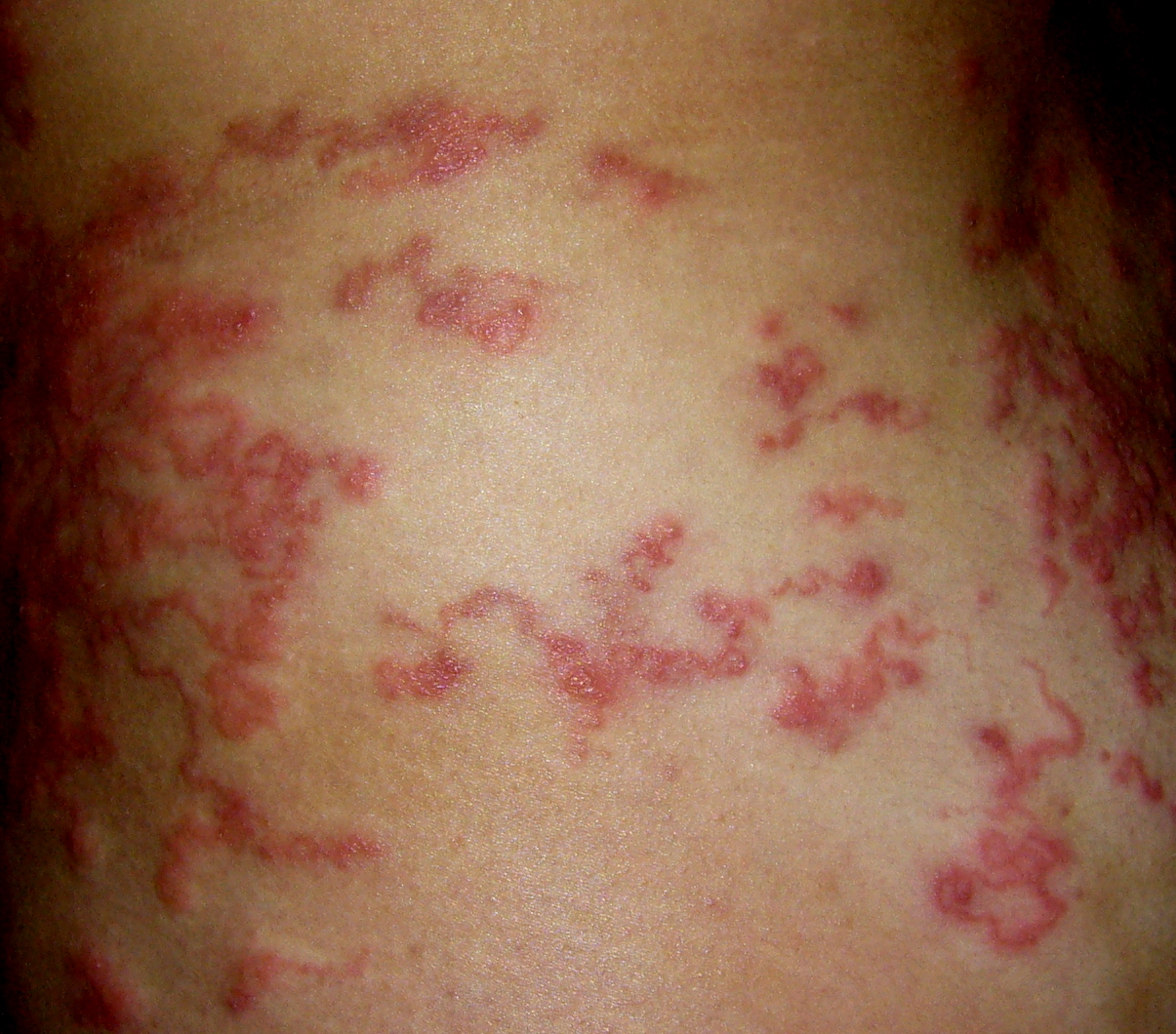
Infecció greu de larva migrant cutànea.

En un primer moment, apareix una pàpula pruriginosa al lloc d'entrada de la larva. Al cap de pocs dies apareixen trajectes originant-se en o prop de la pàpula inicial, de recorregut aleatori i tortuós que avancen uns quants mil·límetres per dia. Provoca una pruïja intensa i descamació
La picor pot arribar a ser molt dolorosa i si es rasca pot permetre que es desenvolupi una infecció bacteriana secundària. La larva cutània sol curar-se espontàniament passades unes setmanes o mesos i se sap que pot arribar a durar fins a un any. No obstant això, la gravetat dels símptomes sol provocar que els infectats busquin tractament mèdic abans que es produeixi una resolució espontània. Després d'un tractament adequat, la migració de les larves dins de la pell s'atura i l'alleujament de la picor associada pot ocórrer en menys de 48 hores.

## Diagnòstic
L'observació de les lesions a simple vista és suficient per a fer un diagnòstic clínic. La troballa de les larves és difícil per la petita grandària que tenen i la identificació de l'espècie a què pertanyen és més complicada. Per l'anterior es considera prou per a un diagnòstic correcte, l'acurada observació de les lesions serpiginoses, que progressivament augmenten de longitud, així com els antecedents de contacte amb terra arenosa contaminada amb femta de gos o gat, principalment en platges.

## Tractament

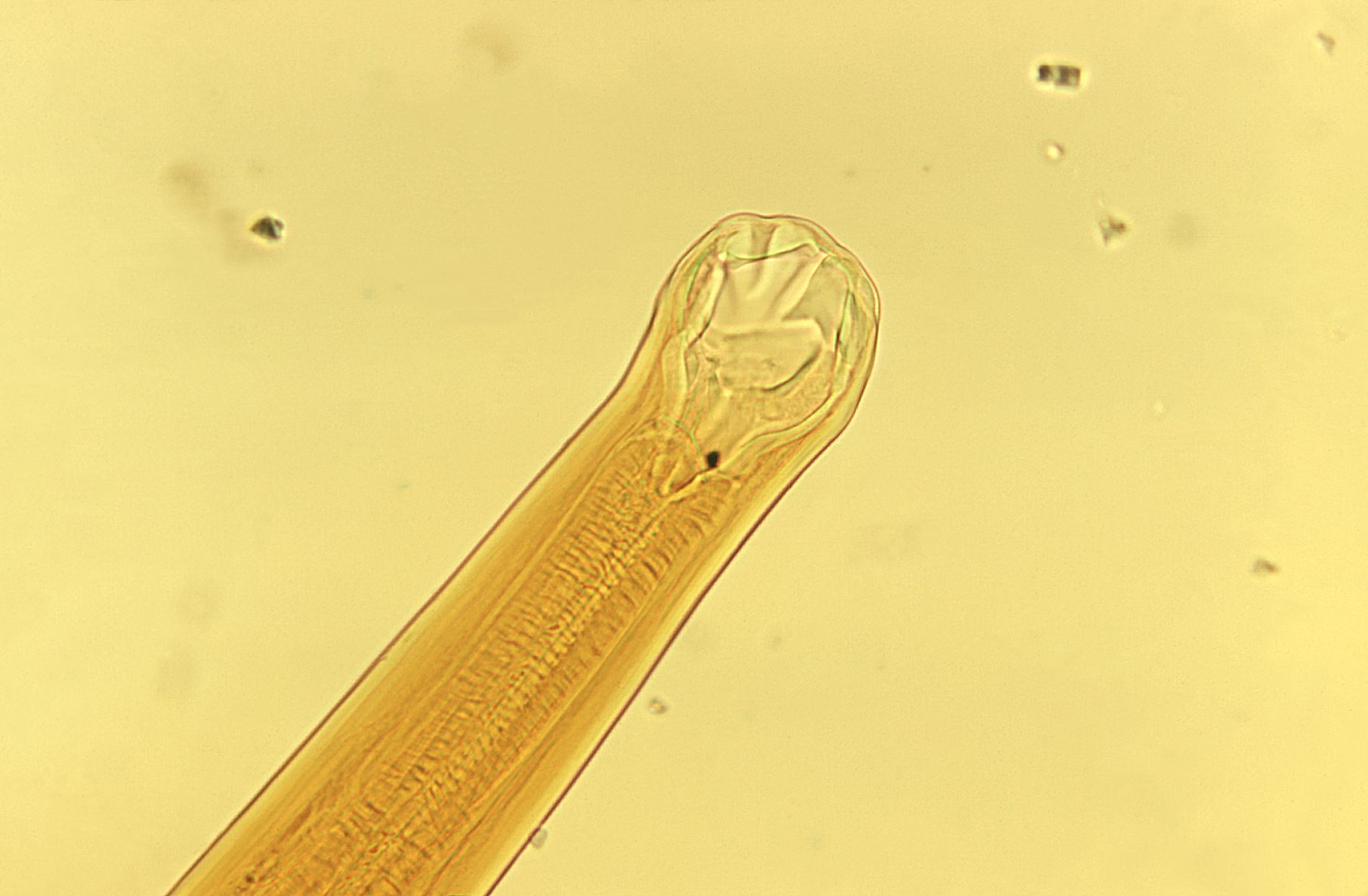
Ancylostoma braziliense.

En cas de presentar un quadre de larva migrant cutània, consulti al seu metge de família o assisteixi al centre de salut més pròxim. Els medicaments aquí exposats són de caràcter informatiu i no pretenen ni poden ser utilitzats per a tractaments sense assessoria mèdica.
La larva migrant cutània es pot tractar de diverses maneres:
Els agents sistèmics, són antihelmíntics, inclouen albendazole(nom comercial Albenza) i ivermectina (nom comercial Ivermectina Teva).
Un altre agent que es pot aplicar tòpicament o bé prendre per boca és el tiabendazol.
Els agents de congelació tòpics, incloent-hi el clorur d'etilè o el nitrogen líquid, aplicats localment poden congelar i matar les larves, però aquest mètode té una taxa d'error alta perquè les larves solen estar situades lluny del lloc visible de les rutes de pell. A més, aquest és un mètode dolorós que pot causar la formació de butllofes i/o ulceració de la pell i, per tant, no és recomanable.
Per alleujar part de la picor, el Benadryl o les cremes contra la frisança com la hidrocortisona o la loció de calamina poden ajudar.
Portar sabates en zones on se sap que aquests paràsits són endèmics ofereix protecció contra la infecció. En general, evitar l'exposició de la pell a sòl contaminat o sorra ofereix la millor protecció. En algunes zones s'ha prohibit els gossos en les platges en un intent de controlar la infecció humana.